# Szpinak
Szpinak (Spinacia L.) – rodzaj roślin z rodziny szarłatowatych (dawniej w komosowatych) obejmujący trzy gatunki, pochodzące ze środkowo-zachodniej Azji. Spośród nich szeroko znanym, cenionym jako roślina warzywna i uprawianym na całym niemal świecie jest szpinak warzywny (Spinacia oleracea L.), zarazem gatunek typowy rodzaju.

## Systematyka
Rodzaj z rodziny szarłatowatych (Amaranthaceae) w jej szerokim ujęciu (obejmującym komosowate Chenopodiaceae). Wraz z siostrzanym rodzajem Blitum tworzy plemię Anserineae (syn. Spinacieae) w podrodzinie Chenopodioideae.
Wykaz gatunków
- Spinacia oleracea L. – szpinak warzywny
- Spinacia tetrandra Steven ex M. Bieb. – szpinak czteropręcikowy
- Spinacia turkestanica Iljin

## Zastosowanie
Wszystkie gatunki szpinaku są spożywane, jednak tylko szpinak warzywny jest szeroko rozpowszechniony w uprawie i spożywany jako warzywo. 